# Rășinari
Rășinari (in tedesco Städterdorf, in ungherese Resinár) è un comune della Romania di 5 648 abitanti, ubicato nel distretto di Sibiu nella regione storica della Transilvania.
Il comune è formato dall'unione di 2 villaggi: Prislop e Rășinari.
Rășinari è collegata a Sibiu da una linea tranviaria lunga 11 km attraverso la Foresta di Dumbrava e gestita dalla TurSib. I tram usati oggi su questa linea un tempo erano utilizzati a Ginevra e conservano i segni in francese.
Luoghi di interesse del comune sono:
- la chiesa ortodossa, costruita tra il 1725 ed il 1758 sui resti di un'antica chiesa lignea costruita nel 1383;
- la casa-museo di Octavian Goga, che ospita una raccolta di arredi di proprietà della famiglia del poeta, altri cimeli della sua vita e soprattutto la sua biblioteca, ricca di libri del XIX secolo ed antecedenti e comprendente anche raccolte complete di riviste letterarie, tra cui quella della rivista Luceafărul.